# Hafia Football Club
El Hafia Football Club és un club de futbol guineà de la ciutat de Conakry.
Als anys 60 fou conegut com a Conacry II.

## Palmarès
- Lliga guineana de futbol:[1]
  - 1966, 1967, 1968 (com a Conacry II)
  - 1971, 1972, 1973, 1974, 1975, 1976, 1977, 1978, 1979, 1982, 1983, 1985, 2023

- Copa guineana de futbol:[2]
  - 1992, 1993, 2002

- Copa africana de clubs campions:
  - 1972, 1975, 1977